# حماية الملفات (مايكروسوفت ويندوز)
نظام حماية ملفات ويندوز (بالإنجليزية: Windows File Protection) (مُختصر: WFP) هي خدمة متكوِّنة في نظام تشغيل مايكروسوفت ويندوز تُراقِب باستمرار ملفات النظام المحمية في ويندوز 2000 وويندوز إكس بي أو ويندوز سيرفر 2003 وقد تقوم بعملية حماية ملفات النظام، بالإضافة إلى تحديث ملفات النظام المحمية، (أي تحديث جميع ملفات النظام بشكلٍ عام).

## عمل
تم تصميمهُ لحماية محتويات مجلدات نظام الويندوز. بدلًا من منع أي تعديلات على المجلد بأكملهُ، تحمي الخدمة أنواعًا معينة من الملفات، مثل SYS [الإنجليزية] وإي إكس إي إضافةً إلى «صيغ ملفات مكتبة الربط الديناميكي» (مثل صيغة DLL وصيغة OCX) وصيغة «FON» وصيغة تنسيق الخطوط (TTF) التي يحميها البرنامج.

## مُلاحظات

نافذة حوار في برنامج حماية الملفات على نظام ويندوز إكس بي

1. ↑  قد يُعرف باسم «حماية ملفات ويندوز» وقد يُعرف بـ «حماية الملفات» (بالإنجليزية: File Protection) فقط، كما يُرمز لهُ بـ WFP.
2. ↑  يُعنى بنظام حماية الملفات، قيام البرنامج بمنع تطبيقات الطرف الثالث من الكتابة (تعديل) فوق ملفات النظام.